# Yōsuke Hatakeyama
Yōsuke Hatakeyama (jap. 畠山 陽輔, Hatakeyama Yōsuke; * 28. Juli 1980 in Ōdate, Präfektur Akita) ist ein ehemaliger japanischer Nordischer Kombinierer.

## Werdegang
Hatakeyama gab sein internationales Debüt im B-Weltcup der Nordischen Kombination in der Saison 1998/99. Nachdem er lange Zeit nur die hinteren Ränge belegen konnte, feierte er bei der Universiade 2003 in Tarvisio seine ersten Erfolge. Zwar verpasste er im Gundersen Einzel als Fünfter noch knapp die Medaillenränge, doch gelang ihm gemeinsam mit Junpei Aoki und Norihito Kobayashi der Titelgewinn im Massenstart-Teamwettbewerb. Im Winter 2003/04 zeigte Hatakeyama nun auch im B-Weltcup konstant starke Leistungen. So gewann er im März 2004 in Zakopane sein erstes Rennen und konnte schließlich auch die Gesamtwertung für sich entscheiden. Nachdem er bei seinem Weltcup-Debüt im Januar 2004 noch punktlos geblieben war, erreichte er zum Saisonauftakt 2004/05 im finnischen Ruka erstmals die Punkteränge. Dennoch startete er auch in dieser Saison überwiegend im zweitklassigen B-Weltcup, den er auf dem sechsten Rang der Gesamtwertung abschloss. Bei den Nordischen Skiweltmeisterschaften 2005 in Oberstdorf war er Teil der japanischen Delegation. Im Wettbewerb nach der Gundersen-Methode belegte er Rang 23, im Sprint von der Großschanze Platz 34. Darüber hinaus wurde er mit der Staffel Neunter.
Seine beste Weltcup-Saison absolvierte Hatakeyama im Winter 2005/06, in dem er 122 Weltcup-Punkte erzielen konnte und letztlich den 37. Platz in der Gesamtwertung einnahm. Bei den Olympischen Winterspielen 2006 in Pragelato wurde er bei allen drei Wettbewerben eingesetzt. So belegte er im Sprint den 22., im Gundersen Einzel den 32. Platz, ehe er zusammen mit Daito Takahashi, Takashi Kitamura und Norihito Kobayashi den sechsten Rang im Team erreichte. Ende Januar 2008 wurde Hatakeyama in Sapporo japanischer Meister. Wenige Wochen später beendete er seine Karriere.

## Erfolge

### B-Weltcup-Siege im Einzel
| Nr. | Datum           | Ort         | Disziplin               |
| --- | --------------- | ----------- | ----------------------- |
| 1.  | 13. März 2004   | Zakopane    | Massenstart Großschanze |
| 2.  | 22. Januar 2005 | Baiersbronn | Gundersen Normalschanze |

## Statistik

### Weltcup-Platzierungen
| Saison  | Platz | Punkte |
| ------- | ----- | ------ |
| 2004/05 | 45.   | 065    |
| 2005/06 | 37.   | 122    |

### B-Weltcup-Platzierungen
| Saison  | Platz | Punkte |
| ------- | ----- | ------ |
| 1998/99 | 82.   | 004    |
| 1999/00 | 81.   | 002    |
| 2001/02 | 43.   | 031    |
| 2003/04 | 01.   | 648    |
| 2004/05 | 06.   | 494    |
| 2006/07 | 71.   | 010    |
| 2007/08 | 28.   | 146    |